# Asterix bij de Picten
Asterix bij de Picten is het vijfendertigste album uit de stripreeks Asterix, ditmaal geschreven en getekend door twee nieuwe auteurs, scenarist Jean-Yves Ferri en tekenaar Didier Conrad, maar met medewerking op de achtergrond van de vorige tekenaar Albert Uderzo. De vertaling in het Nederlands is van Frits van der Heide.

## Verhaal
Asterix en Obelix vinden tijdens een strandjutsessie in de winter een ijsklomp waarin een man zit. Nadat de man ontdooid en bijgebracht is, blijkt het een Pict uit Schotland te zijn, geheten MacAdam. Hij is zijn stem kwijtgeraakt (en zijn zelfvertrouwen), maar de druïde Panoramix heeft voor dat eerste een elixer, dat echter zijn tijd nodig heeft om in te werken. Gaandeweg kan MacAdam zijn verhaal beginnen te doen en de dorpelingen ontdekken dat hij het slachtoffer is van een liefdesdrama en graag terug wil naar zijn thuisland. Dit wordt maar al te graag toegezegd, wanneer de vrouwen de kilt van MacAdam in (Bretonse) ruit beginnen te produceren en zich in de klederdracht beginnen te tooien. In de tussentijd loopt een Romeins ambtenaartje, Numerusclausus, door het dorp, verwoede - en aanvankelijk vruchteloze - pogingen ondernemend om hun aantallen te noteren; doordat het echter een komen en gaan is bij de Galliërs, moet hij telkens herbeginnen. 
Onderweg naar Schotland breekt MacAdam eindelijk door de spraakmuur heen dankzij het elixir, en vertelt hij honderduit over zijn land en zijn positie; het blijkt dat hij een troonpretendent is, met als voornaamste rivaal ene MacAber. Deze laatste zorgde er voor dat hij verbannen werd en aldus ingevroren bij de Galliërs terecht kwam. Aangekomen in Schotland aangekomen, besluiten onze vrienden MacAdam verder te helpen en maken ze kennis met de MacAdams, gerstewater, en - tot groot plezier van Obelix - de bijzonder rijke keuken van de Picten, en enkele sporten die Obelix duidelijk liggen (waaronder het boomstamwerpen). 
MacAber heeft ondertussen een verbond gesloten met de Romeinen, met de bedoeling de troon manu militari te veroveren als de traditionele wijze hem niet ten gunste komt te staan, en houdt de MacAdams onder de duim door Camilla, MacAdams verloofde, te schaken en gevangen te zetten. Met de hulp van Algor, een overlevende dinosaurus die in het nabijgelegen meer verblijft (Loch Ness), helpen Asterix en Obelix de MacAdams door Camilla te bevrijden en tegelijk de ceremonie voor de troonpretendenten tijdens MacAbers redevoering te onderbreken, en zijn eigen wandaden eindelijk af te straffen. 
Het verhaal eindigt met MacAdam aanvaard als nieuwe vorst van de Picten, een kwinkslag naar waarom het Monster van Loch Ness best wel eens Algors nazaat kan zijn, en het traditionele banket onder de sterrenhemel (en de mannen weer in hun gebruikelijke kleren kunnen rondlopen), en een overgelukkige Numerusclausus eindelijk zijn volkstelling kan voltooien. 

## Personages
MacAdamStamhoofd van de Picten van een dorp aan Loch Ness. Wanneer hij onder druk staat, flapt hij er wat onverstaanbaars uit. Verwijst naar macadam.
MacAberConcurrerend stamhoofd van de Picten uit het naburige dorp. Hij aast op het koningschap van Pictië (Caledonië/Schotland). Zijn naam verwijst naar "macaber". Zijn uiterlijk is hier een afspiegeling van, net als de symboliek van schedels en knekels in zijn decoratieve elementen.
MacClaxonOudoom van MacAdam. Zijn naam verwijst naar claxon.
MacMiniNeefje van MacAdam en goed bevriend met de mysterieuze bewoner van Loch Ness. Waar zijn vader in de originele Franstalige versie (MacAtrell, "ma 4L") naar de iconische Renault 4 verwijst, is zijn naam ontleend aan de al even iconische Mini van (oorspronkelijk) Cooper (tegenwoordig BMW).
MacMummyDe 'mater familias' van het dorp van MacAdam. Haar naam betekent letterlijk 'moedertje'.
MacRobioticDe druïde van de MacAdams (ook MacRobiotik genoemd), die bijna voortdurend onder invloed van gerstewater is en zijn waarzeggerij er (naar eigen zeggen) aan ontleent. Zijn naam verwijst naar macrobiotiek. Halverwege het verhaal verandert zijn naam ineens naar MacIntosh, verwijzend naar een oude computerserie van Apple.
MacLopeStamlid van de MacAbers. Zijn naam is een toespeling op 'ma clope', 'mijn sigaret' of 'mijn peukje'.
MacBribeStamlid van de MacAbers. Hij probeert de aanwezigen op de koningsverkiezingen om te kopen om voor MacAber te kiezen. Zijn naam is letterlijk het Engelse woord voor een geldelijke omkoping of zwijggeld.
Mac IIDe overleden vorst van de Picten. Zijn naam verwijst naar het snelheidsgetal 'mach 2', oftewel tweemaal zo snel als het geluid. Op zijn laatste momenten was hij ook een snelle man.
MacDayEen van de barden die een paar flinke klappen krijgt van Obelix. Zijn originele naam MacKeul verwijst naar "Ma Gueule", een hit van zanger Johnny Hallyday. Hij vraagt in het album wat er mis is met "mijn smoel", letterlijk de vertaling van "ma gueule". Zijn haartooi en gezicht lijken op die van Hallyday, terwijl zijn Nederlandstalige naam 'Day' eveneens naar de zanger verwijst, hoewel dit in de Nederlandstalige versie minder duidelijk lijkt.
CamillaDe verloofde van MacAdam. Naar kamille.
ImpromptusDe decurio die met een Romeins contingent landt op Caledonische bodem. Naar de muziekterm impromptu.
RienevaplusDe centurio die het Romeins contingent leidt. Zijn naam is afgeleid van de gokterm 'rien ne va plus'.
NumerusclaususRomeins ambtenaartje "bekend om zijn gebrek aan initiatief" die verwoede pogingen onderneemt de Galliërs te tellen, en er uiteindelijk pas in slaagt bij het banket, wanneer iedereen ten minste present is. Zijn naam verwijst naar numerus clausus.
WhiskixBewoner van het Gallische dorp die van Obelix een vaatje gerstewater cadeau krijgt. Zijn naam en het gerstewater zijn eigenlijk hetzelfde: whisky.

## Verwijzingen en stereotypen
Het verhaal leunt zwaar op bekende Schotse gebruiken als paalwerpen, whisky, kledij en het monster van Loch Ness:
- De whisky wordt door de ene clan zuiver gedronken, door de andere aangelengd. Het wordt aangeduid als "gerstewater", verwijzend naar het feit dat whisky uit een bierbeslag wordt gedestilleerd.
- De clans dragen verschillende ruitenpatronen op hun rok, verwijzend naar de traditionele kilt en de diverse soorten tartan, teneinde de clans te onderscheiden. In historische context werd de tartan als herkenning voor de clans echter pas eind 18e eeuw ingevoerd en was de keuze van de tartan voordien veeleer een persoonlijke voorkeur.
- De druïde van de clan van MacAdam vindt het golfspel uit te midden van de slag tussen de Picten, de MacAbers en de Romeinen.
- Het monster van Loch Ness doet ook mee in het verhaal en wordt "Algor" genoemd, een woordspeling naar Amerikaans politicus Al Gore. Hij en zijn nazaten zouden na het verhaal zoekende zijn naar een veldfles met medicijn voor MacAdam.
- Bij de ceremonie voor het voorstellen van de kandidaat-koningen zijn de clans verdeeld, maar wanneer men een gemeenschappelijke vijand aan de deur vindt (de Romeinen), zijn zij eendrachtig, net als de Schotse clans vaak in de geschiedenis bleken te zijn in tijden van oorlog.
- Veel Picten dragen tatoeages, die verwijzen naar de gewoontes van de Schotten om zich te beschilderen met symbolen.
- De wegwijzers en indicaties worden weergegeven op symbolische wijze in wat gekend zijn als pictogrammen. in de strip wordt dit tot een woordspeling gemaakt als 'Pictisch'.
- Alle Picten hebben een oranje ('rosse') haarkleur, een stereotiep verwijzend naar de Schotten (en in zekere mate de Britten in het algemeen).
- De namen beginnen allemaal met 'Mac', de meest voorkomende prefix van Schotse clan-namen. De gebruikte namen zijn, typisch voor Asterix, woordspelingen, zoals MacAdam (macadam), MacMummy (de mater familias), MacIntosh (computers van Apple), MacBribe (van een 'bribe' of steekpenning: er wordt geprobeerd om te kopen met gratis gerstenat uit te delen), enzovoorts.
- In het album worden symbolen gebruikt om boodschappen mee aan te duiden, die aan de Picten worden toegeschreven als zijnde 'pictogrammen'. Deze verwijzen naar de reële pictogrammen die eenzelfde functie vervullen in het huidige dagelijkse leven.
- De muziekgroep die bij de MacAdams aanwezig is verwijst naar de Simple Minds en U2, terwijl de zanger een karikatuur is van de Belgisch-Franse zanger Johnny Hallyday.
- Obelix stelt voor de bomen als wapen te gebruiken, wat als zinloos wordt beschouwd. Later klopt een Pict wel de kandidaat-koningen af met een boomstam. Het boomstamwerpen is een van de traditionele onderdelen van de Highland Games en was oorspronkelijk een heimelijke manier voor de Schotten om toch te kunnen oefenen in krijgskunde.
- Op het einde wordt een ingevroren centurio aan Caesar getoond, die afziet van plannen om de Picten te onderwerpen en de centurio in de ijskelder laat stoppen: een verwijzing naar het gezegde om projecten of ideeën tot nader order opzij te leggen of 'in de ijskast' te stoppen. De Romeinse pogingen om Schotland te veroveren werden inderdaad uiteindelijk gestaakt. Wel begonnen deze ondernemingen pas lang na de dood van Caesar.
- Telkens wanneer MacAdam zijn zenuwen niet de baas is, gooit hij er een verwijzing naar een liedje of een muziekgenre uit zoals Oh Happy Days of Hiphop.
- Een van de aanwezige Picten op de bijeenkomst is een indrukwekkende "Witte Pict" die pleegt neutraal te zijn: een verwijzing naar het neutrale Zwitserland (Helvetië) maar ook het Rode Kruis: de kilttas ("sporran") draagt overigens een logo van het Rode Kruis.
- Een muur wordt tussen Brittannië en Pictië gebouwd, verwijzend naar de Muur van Hadrianus.
- Het witte hondje van de MacAdams is een Schotse terriër, een van de inheemse hondenrassen van de Schotten.